# Li Zuocheng
Li Zuocheng (Chinois : 李作成 ; pinyin : Lǐ Zuòchéng) est un général de l'Armée populaire de libération (APL). Il devient, début 2016, le premier commandant des forces terrestres de l'APL.

## Carrière
Il devient en juillet 2013 le commandant de la région militaire de Chengdu. Il est élevé au grade de général (上将 - shàngjiàng) en 2015.